# Hans Coper

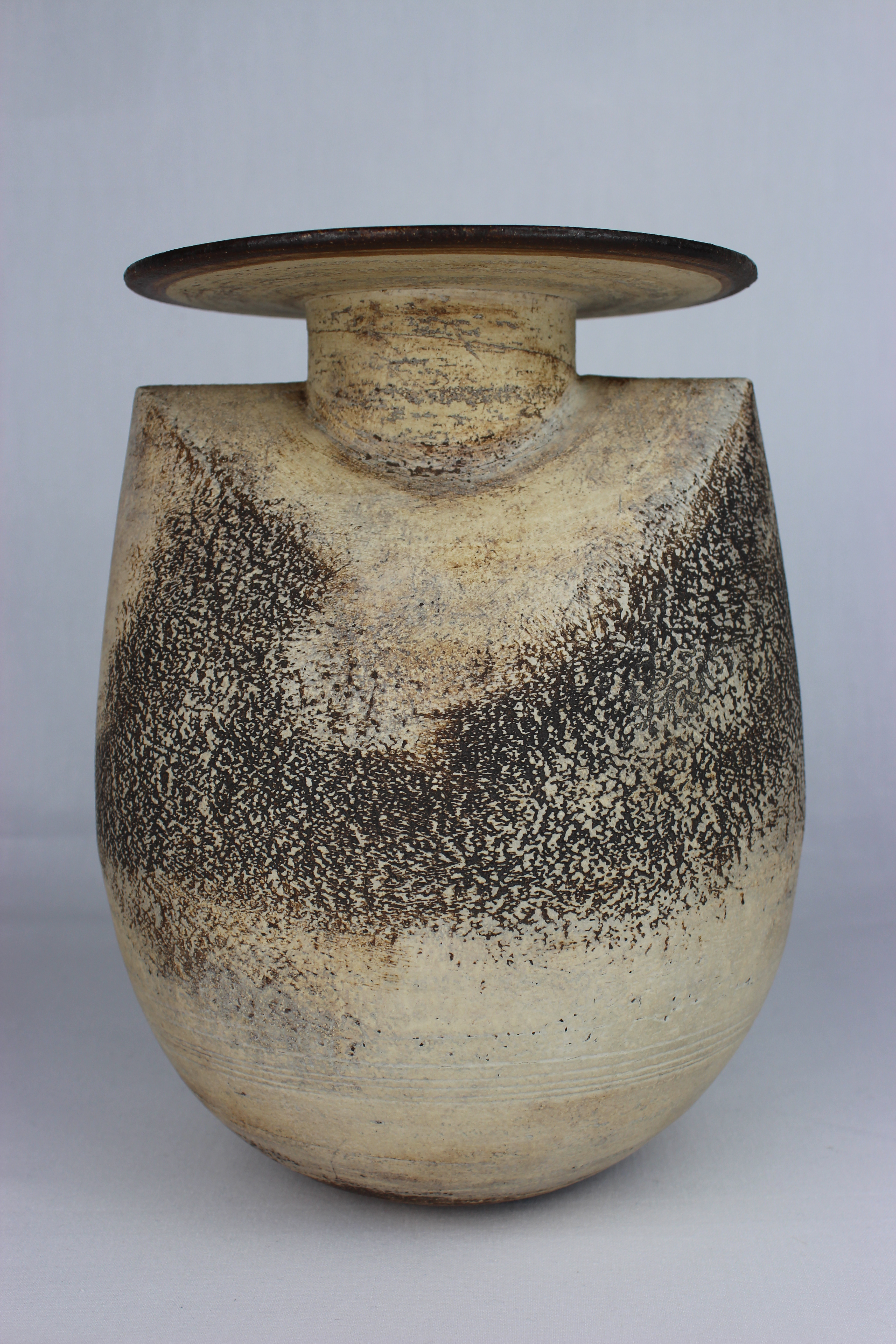
Kugelförmige Flasche mit geriffelten Schultern und Scheibenverschluss. Aus der W.A. Ismay Studio Ceramics Collection in der York Art Gallery

Hans Coper (* 8. April 1920 in Chemnitz; † 16. Juni 1981 in Frome, Somerset) war ein britischer Keramiker deutscher Herkunft und ein Hauptvertreter der modernen Keramik (engl. studio pottery).

## Leben
Hans Coper wurde in Chemnitz geboren. Er stammte aus einer jüdischen Familie. Vor der Verfolgung durch die Nationalsozialisten konnte er 1939 nach Großbritannien fliehen. Dort wurde er als feindlicher Ausländer verhaftet und zwei Jahre in Kanada inhaftiert. Nach seiner Rückkehr nach Großbritannien 1942 diente er als Kriegsdienstverweigerer im Non-Combatant Corps. 1958 erhielt er die britische Staatsbürgerschaft.
Ohne Ausbildung als Keramiker begann er 1946 als Assistent im Atelier von Lucie Rie zu arbeiten. Aus dieser Zeit stammen Teeservice, Tassen und Untertassen, die sowohl von Lucie Rie als auch von Hans Coper hergestellt wurden. Als er 1958 sein eigenes Atelier in Hertfordshire eröffnete, war er bereits als freischaffender Keramiker bekannt und experimentierte mit abstrakten Formen, die seiner Zeit weit voraus waren. In den 1960er Jahren unterrichtete er Töpferei an der Camberwell School of Art und am Royal College of Art. Er starb 1981 in Frome, Somerset, an amyotropher Lateralsklerose.

## Werk
Charakteristisch für die Technik von Hans Coper war, dass er seine Werke auf der Töpferscheibe drehte und die Teile anschließend von Hand veränderte und zusammenfügte, um die endgültige Form zu erhalten. Obwohl seine Arbeiten auf der Drehscheibe entstanden, haben sie eine skulpturale Qualität, sind aber immer funktional. Die Oberflächen seiner Töpfe sind meist grob strukturiert und mit Oxiden, insbesondere Manganoxid, gefärbt. Seine unverwechselbaren Töpfe nehmen erkennbare Formen an, die er Spaten, Knospe, Becher, Ei, Blume und Pfeil nannte.
Hans Copers Arbeiten wurden schon zu seinen Lebzeiten häufig ausgestellt und gesammelt. Sie befinden sich heute in den Sammlungen bedeutender Museen auf der ganzen Welt, darunter das Metropolitan Museum of Art, das Victoria and Albert Museum, das Museum de Fundatie (Zwolle), das Sainsbury Centre for Visual Arts in Norwich (UK) und die York Art Gallery sowie in Privatsammlungen auf der ganzen Welt.
Aufgrund ihrer engen Beziehung wird sein Werk oft mit dem von Lucie Rie in Verbindung gebracht, obwohl sich ihre bekanntesten Arbeiten stark voneinander unterscheiden: Lucie Ries Arbeiten sind weniger skulptural, während Hans Copers Arbeiten viel abstrakter sind. Coper schuf stets funktionale Gefäße, vor allem Behälter für Blumen (Vasen), Obst (Schalen) und Kerzen (Leuchter), darunter auch Arbeiten für die Kathedrale von Coventry und das Versammlungshaus der Universität Sussex. In den fünfziger Jahren schuf er eine kleine Gruppe von Figuren, die keine Gefäße waren und nie zum Verkauf angeboten wurden.
Seine Keramiken erzielen auf internationalen Auktionen Höchstpreise.